# Трансплантация

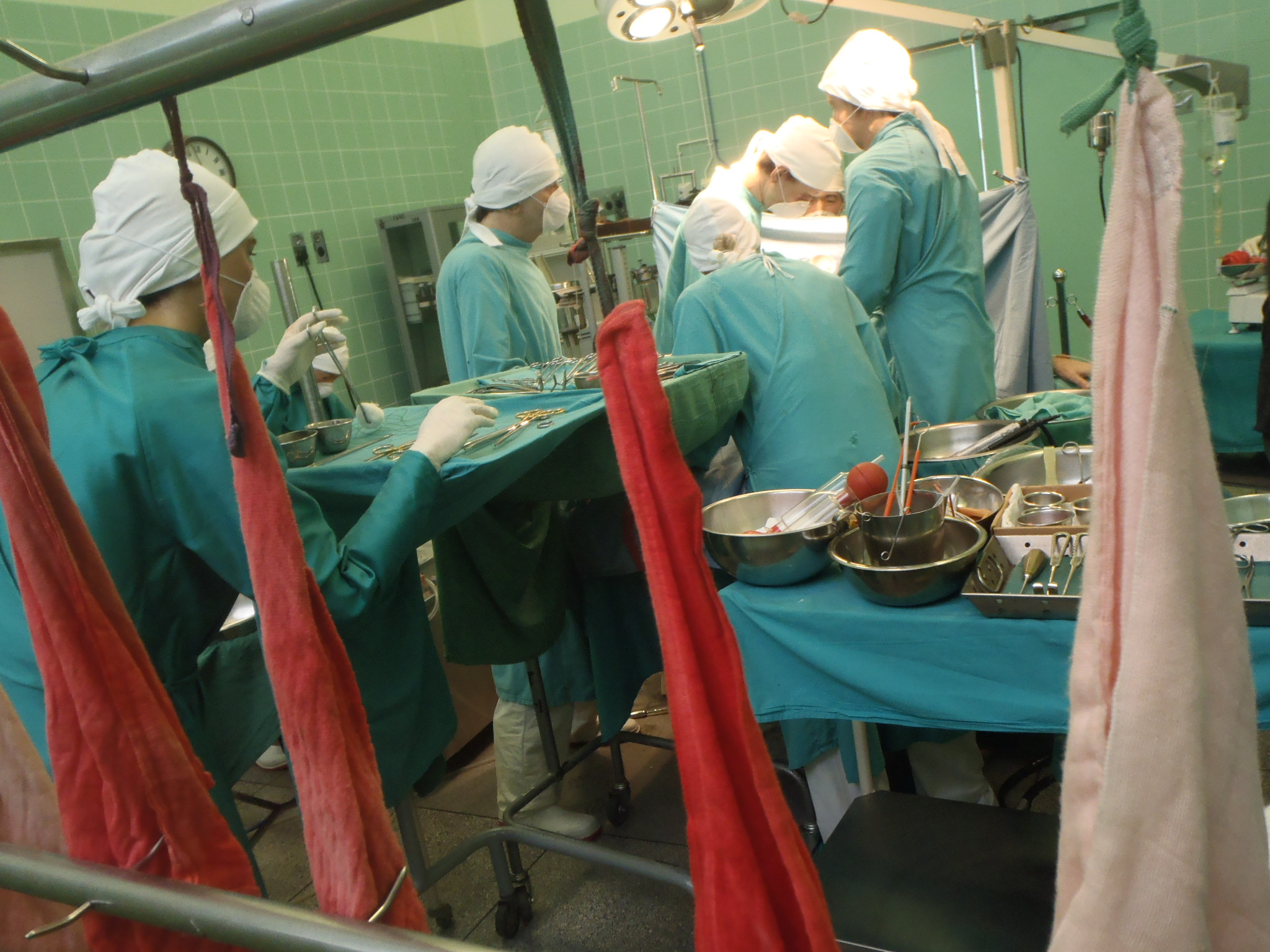
Пересадка сердца

Трансплантация — в медицине пересадка какого-либо органа или ткани, например, почки, сердца, печени, лёгкого, костного мозга, стволовых гемопоэтических клеток, волос.
Организм, от которого берут органы или ткани для пересадки, называют донором.
Организм, которому пересаживают ткани или органы, называют реципиентом.
Для обозначения повторной пересадки того или иного трансплантата (например, при травматической ампутации) служит термин «ретрансплантация».
Различают экспериментальную и клиническую трансплантацию. Экспериментальная трансплантация необходима как предклинический этап разработки всех биологических, хирургических и организационных проблем пересадки тех или иных органов или тканей. В эксперименте осуществляют трансплантацию практически всех тканей и органов. Экспериментальная трансплантация необходима для дальнейшего изучения иммунных реакций со стороны реципиента после трансплантации ему донорских органов и тканей. Экспериментальная трансплантация крайне важна и для разработки новых препаратов (циклоспорина), способствующих нормальной адаптации пересаженных генетически отличных органов и тканей.
Различают следующие виды трансплантации:
- аутотрансплантация, или аутологичная трансплантация — реципиент трансплантата является его донором для самого себя. Например, аутотрансплантация кожи с неповреждённых участков на обожжённые широко применяется при тяжёлых ожогах. Аутотрансплантация костного мозга или гемопоэтических стволовых клеток после высокодозной противоопухолевой химиотерапии широко применяется при лейкозах, лимфомах и химиочувствительных злокачественных опухолях.
- изотрансплантация, или изогенная трансплантация — донором трансплантата является полностью генетически и иммунологически идентичный реципиенту однояйцовый близнец реципиента.
- аллотрансплантация, или гомотрансплантация — донором трансплантата является генетически и иммунологически отличающийся человеческий организм.
- ксенотрансплантация, или межвидовая трансплантация — трансплантация органов от животного другого биологического вида.

Особняком стоит трансплантация костного мозга, которая является не хирургической операцией, а разновидностью переливания крови.